# Niezgoda (herb szlachecki)

herb Niezgoda

Herb Niezgoda II. Według Paprockiego z gniazda Cnoty.

Niezgoda – polski herb szlachecki.

## Opis herbu
W polu błękitnym podkowa srebrna, przez nią w pas takiż miecz osieczony, zaś pośrodku strzała żeleźcem (grotem) w dół.
Klejnot – pawie pióra.
Labry zapewne błękitne podbite srebrem.

## Historia herbu
Jest to jeden ze starszych herbów polskich. Większość heraldyków uważa, że jest to odmiana herbu Dołęga p. legenda herbowa. Najwcześniejsza wzmianka znajduje się u  Paprockiego w Gnieździe Cnoty z 1578 r. Niemniej w cytowanym dziele Paprocki podaje pole czerwone i jako klejnot pióra strusie (p. Niezgoda II), ale już w Herbach Rycerstwa Polskiego  podaje pole niebieskie wspominając niejako, "że niektórzy kładą pole czerwone, ale ma być w polu błękitnem, jako i wszystkie podkowy". Późniejsi heraldycy kładą tylko pole niebieskie i taki wygląd herbu został utrwalony w tradycji.

## Legenda herbowa
Dwóch braci z rodu Dołęga byli tak zwaśnieni, że podczas kłótni jeden brat zabił drugiego, dlatego zabójcy uszczerbiono herb, zdejmując mu krzyż i dodając miecz.

## Herbowni
Tadeusz Gajl podaje następujące nazwiska (p. linki zewnętrzne) herbownych
Baranowski, Bogdanowicz, Bohdanowicz, Boniszko, Bugwicz, Bujewicz, Butwiłło, Butwiło, Doborski, Gorsek, Grochocki, Jossek, Kajsiewicz, Haysiewicz, Kłonicki, Kołomycki, Kołomyski, Lewandowski, Łętowski, Marynowski, Minkowski, Naganowski, Niezgoda, Nitowść, Nutowć, Nutowiec, Oranowski, Paustowski, Pawstowski, Prażnicki, Radoszewski, Radzeszowski, Radziszowski, Smardzewski, Strzetelski, Tracewski, Uderski, Wyżlaciński, Wyżlatyński, Zaszczyński, Zdramowicz